# هي ودافنشي (مسلسل)
هي ودافنشي هو مسلسل تلفزيوني درامي مصري، من تأليف محمد الحناوي، وإخراج عبد العزيز حشاد. عرض في شهر رمضان 2016 على التليفزيون المصري ثم عدد من القنوات الخاصة من بطولة ليلى علوي وخالد الصاوي.

## أحداث المسلسل
يدور المسلسل في إطار من الكوميديا السوداء حول إحدى المحاميات كارما (ليلى علوي) التي تتعرض لحادث يؤدي لوفاة ابنتها ووالدها وتدخل على إثره إحدى المصحات النفسية لمدة ست سنوات، وبعد خروجها من المصحة وحصولها على شهادة بالشفاء التام تعود لمزاولة مهنتها كمحامية وتكسب عدد كبير من القضايا نظرا لعبقريتها المهنية، وتكون إحدى هذه القضايا لابن رجل الأعمال جابر الكومي المتهم بحيازة حشيش في سيارته. يكافؤها الكومي بإهدائها فيلا مليئة باللوحات، وفي الليلة الأولى من إقامتها تجد دفترا خلف لوحة عليه صورة رجل، وفي الصفحات اللاحقة رسالة بلغة حادة تحاسبها على بيع شرفها المهني وسمعة والدها المستشار مقابل النقود والفيلا التي وهبها إياها رجل الأعمال الفاسد نظير تبرئة ابنه من القضية. تظن أنها ما زالت تصاب بحالة هلاوس حيث يظهر لها رسام يدعى دافنشي (خالد الصاوي) أمامها في كل مكان في البيت وفي العمل ليكون لها رقيبا على أعمالها.
تدور الأحداث في قالب مشوق جدا يشبه على شكل سلسلة ألغاز لتكشف لاحقا أن دافنشي العفريت هو معتقل سياسي في السجون المصرية وفاقد للذاكرة يدعى رؤوف المليجي، يتعرض للتعذيب المستمر من اللواء فريد طعيمة (بيومي فؤاد)، والذي يقوم تحت التهديد باستغلال عبقرية دافنشي في الرسم والتزوير في قضايا ضد شخصيات عامة. تقع كارما في حب العفريت ويقع دافنشي المعتقل في حب كارما في السجن بعد أن يطلب إليه اللواء طعيمة رسم لوحة لها من على غلاف إحدى المجلات. يبيع طعيمة الصورة لرسام اسمه عدنان يدّعي الرسم بينما يقوم بشراء لوحات دافنشي من اللواء وبيعها باسمه، فيقوم عدنان ببيع اللوحة للكومي الذي يهديها بدوره لكارما، وهو لا يعلم أن اللوحة تحمل رموزاً تدل على رسامها الأصلي.
تتصاعد الأحداث لتكتشف كارما أن العفريت هو شخص حقيقي بعد أن يلتقيا بالصدفة في أقوى المشاهد داخل المعتقل فتحاول لاحقا إخراجه من المعتقل بمساعدة اللواء صفوت الذي يساندها منذ البداية. غير أن تسريبا للمعلومات يصل لطعيمة فيحقن دافنشي بمخدر وينقله لمستشفى ليبيع جسده للصوص تجارة الأعضاء. يستيقظ دافنشي قبل موعده ويهرب من غرفة الموتى ويستمع لحديث بين الممرضة وطبيب المعتقل، وبعد هروبه من المستشفى يصل لإحدى العشوائيات تدعى عزبة الورد، حيث يتعرف عليه بلطجية الحي على أنه بلطجي قديم يدعى سيد أبو الروس. يكسب دافنشي قلوب أهل الحي ويدافع عن أطفالها المتسولين ثم يختفي مجددا بعد أن يخطفه اللواء طعيمة من خلال ضابط البوليس المسؤول في المنطقة وينقله إلى فيلا تحت حراسة مشددة ويطلب إليه تزوير أوراق تتهم كارما بالجاسوسية ضد الوطن، يرضخ دافنشي لطلب طعيمة وينجز له الأوراق المطلوبة. يختطف طعيمة كارما ويسجنها لمدة أسبوع، وهي في السجن تظهر كعفريت لدافنشي في الفيلا وتطلب منه المساعدة. بعدها يطلق طعيمة سراحها، وهي عائدة في السيارة غير عالمة باتجاهها تصل إلى الحدود المصرية حيث يتم القبض عليها وتُرّحل للمحاكمة بتهمة الجاسوسية. يهرب دافنشي من الفيلا متجها لقاعة المحكمة حيث يصل ليعلن أمام القاضي أن الأوراق مزورة وأنه تعرض للضغط من فريد طعيمة لتزوير الأوراق، ويلتقي مع كارما للمرة الأولى خارج المعتقلات ويعلن حبه لها أمام الملأ. يلقى القبض على ابنة طعيمة الطبيبة في إحدى مستشفيات الكومي بتهمة قتلها لزميلها في العمل الطبيب شريف (خطيب كارما السابق) رغم أن الكومي هو من دبر العملية لينتقم من زوجته العرفية بسبب علاقتها مع الطبيب شريف. يصاب اللواء طعيمة بالشلل ويفقد وعيه بالعالم.
تجلس كارما مع دافنشي وتحدثه عن الدفتر حيث وجدت أول صورة له. يطلب منها أخذه إلى الفيلا وعند وصوله تعود ذاكرته فيتذكر أن الفيلا كانت هدية له من متنفذ سياسي كان يستغل مهارته في الرسم والتزوير حين كان بشخصية سيد أبو الروس، ثم حوّله لشخصية وطنية تدعى حسن أبو شامة، وأن رؤوف المليجي لم يكن أكثر من إرهابي كان يرّحل معه في البوكس ذاته حين تم قصف البوكس بقنبلة وتفحم كل من فيها من الإرهابيين واعتقد الجميع أن دافنشي هو ذاته رؤوف المليجي.

## الممثلون
- ليلى علوي
- خالد الصاوي
- أحمد سعيد عبد الغني
- أحمد عبد المجيد (ممثل)
- بيومي فؤاد
- مي سليم
- حسام فارس
- محمد أحمد ماهر
- ياسر علي ماهر
- تميم عبده

## قنوات العرض
| القناة                | التاريخ      | المصادر |
| --------------------- | ------------ | ------- |
| قناة الحياة           | 6 يونيو 2016 |         |
| قناة نايل دراما       |              |         |
| قناة سي بي سي         |              |         |
| قناة المحور           |              |         |
| قناة دريم             |              |         |
| قناة النهار           |              |         |
| قناة إيه آر تي حكايات |              |         |
| قناة زي بلس           |              |         |
| قناة لبنان 24         |              |         |

## قضايا وأصداء
ادعى الكاتب حاتم البنا أن العمل مأخوذ من قصته غربة عقل برقم ايداع 2014/26677 (I.S.B.N 978-977-728-111-9)، وقد حرر محضرا بقسم الدقى رقم 4446 لسنة 2016 م ادارى ضد المنتج ومؤلف العمل، وكذلك انذار من المحكمة رقم 20512 بتاريخ 2 يوليو 2016 للتعدى على حقوق الملكية الفكرية.